# محمدهادی تالهی

محمد هادی تألّهی

محمد هادی تألّهی همدانی از فقها و عرفا و مدرسان شیعه بود. تعدادی از نسخه‌های خطی نفیس کتابخانهٔ شخصی تالهی به کوشش بازماندگانش به کتابخانه  مرعشی نجفی اهدا شده‌است.

## زندگی
محمد هادی تألهی در سال ۱۲۷۹ شمسی در همدان در یک خاندان مذهبی متولد شد.
پدرش مرتضی تألهی تحصیلات مقدمات علوم را نزد برادر بزرگ خود ملا  محمد به پایان رسانید. سپس فقه و اصول را نزد افرادی همچون سید عبدالمجید که از شاگردان طراز اول میرزا حسن شیرازی بود فرا گرفت و در تاریخ پنجم رجب ۱۳۴۸ درگذشت و در نجف دفن شد.
پدرزن تألهی، سیدمحمد حسین کمالی (زادهٔ ۱۲۹۶ قمری-درگذشتهٔ ۱۳۴۹ قمری) است که در مشهد و در صحن عتیق دفن گردید.
تألهی، سال‌ها نزد پدرش به فراگیری علوم دینی پرداخت. مدرسهٔ زنگنه همدان پایگاه تحقیق و تدریس او بود. او همچنین نزد علمائی چون میرزا علی آقا خلخالی، سید علی عرب و حیدرعلی محقق درس خواند. حواشی بر قواعد انصاری، حواشی به متاجر شیخ و شرحی بر مجموعه ملا هادی سبزواری از جمله تألیفات تألهی است.

## آثار
از تألهی، آثاری به جای مانده‌است که برخی از آن‌ها عبارتند از:
| - رساله‌ای در باب معرفت نفس - رساله‌ای در محکمات و متشابهات قرآن مجید. - رساله‌ای دربارهٔ حضرت مهدی - رساله‌ای در رد صوفیه | - رساله‌ای در تعقیبات نماز - رساله‌ای از فضیلت روز جمعه - مجموعه‌ای از مطالب متفرقه به صورت جنگ، درسه جلسه. |

نوشتارهای مختلف شامل موضوعات تفسیری، تاریخی، اجتماعی، اقتصادی، ادعیه غیره که با کمک پسرش محمدحسین تألهی گردآوری شده شامل موضوع‌های زیر است:
- هادی ۱ - شامل هزار و یک‌کلام (طی ۱۹۳ سند در سال ۱۳۹۲ چاپ و نشر یافته‌است)
- هادی ۲ - در موضوع ولایت علی و ائمه معصومین[۶]
- هادی ۳ - در موضوع عقاید دینی[۷]
- هادی ۴ - در معرفت نفس
- هادی ۵ - دستورها
- هادی ۶ - در مطالب متفرقه
- هادی ۷ - در ادعیه
- هادی ۸ - در نماز
- هادی ۹ - شامل سخنرانی‌هایی که اغلب در مساجد بعد از اقامه نماز جماعت صورت گرفته‌است.

## مرگ
تالهی در ۲۶ آذر ۱۳۷۵ (۹۶ سالگی) بر اثر کهولت سن درگذشت. و در باغ بهشت همدان دفن شد. شرح حال مختصری از او در یادنامه‌ای در سال ۱۳۷۶ خورشیدی منتشر گردیده‌است.
کتاب محرم راز به قلم حسین ایزدی اثر دیگری است که به معرفی شخصیت، کرامات و اندیشه‌های ایشان می‌پردازد. این کتاب در سال ۱۳۹۴ منتشر گردید.